# Anna Maria von Braunschweig-Calenberg-Göttingen

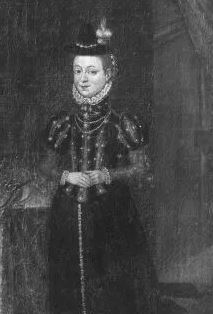
Anna Maria von Braunschweig-Calenberg-Göttingen

Anna Maria von Braunschweig-Calenberg-Göttingen (* 23. April 1532 in Münden; † 20. März 1568 in Neuhausen bei Königsberg) war nach ihrer Heirat vom 16. Februar 1550   Herzogin von Preußen. Sie starb am 20. März 1568, nachdem ihr Mann, Herzog Albrecht I. am selben Tag an der Pest gestorben war.

## Leben
Anna Maria war die Tochter von Herzog Erich I. von Braunschweig-Calenberg (1470–1540) und Elisabeth von Brandenburg (1510–1558), die eine konsequente Anhängerin der Lehre Martin Luthers war. Anna Maria heiratete 18-jährig in Königsberg am 16. Februar 1550 den 40 Jahre älteren Markgraf Albrecht I. von Brandenburg-Ansbach (1490–1568), der seit 1525 der erste Herzog von Preußen war. Am 20. März 1568 starb Albrecht auf der Burg Tapiau an der Pest, 16 Stunden nach seinem Tod auch seine zweite Gemahlin Anna Maria.
Aus der gemeinsamen Ehe gingen eine Tochter, Elisabeth (1551–1596), und ein Sohn, der Nachfolger als preußischer Herzog, Albrecht Friedrich (1553–1618), hervor.